# Ogyris splendida
Ogyris splendida är en fjärilsart som beskrevs av Tindale 1923. Ogyris splendida ingår i släktet Ogyris och familjen juvelvingar. Inga underarter finns listade i Catalogue of Life.